# Expedición japonesa al Tíbet
La expedición japonesa al Tíbet fue una misión de inteligencia realizada por Jinzō Nomoto (野本 甚蔵, Nomoto Jinzō) en el Tíbet en 1939.

## Antecedentes
De 1918 a 1922, Japón comenzó a realizar operaciones secretas en el área de Sinkiang. Los agentes japoneses de la Genyōsha operaron encubiertos en Hami y otras ciudades para obtener información sobre los soviéticos en Asia Central.
Durante la década de 1930, los Servicios de Inteligencia Imperiales estaban interesados en obtener información detallada sobre el Tíbet y Sinkiang. En el cuartel general de Kantogun, se organizaron una serie de operaciones encubiertas, y Jinzō Nomoto fue uno de los que fue enviado a tales misiones. Alemania también envió expediciones a las mismas áreas en Sinkiang.

## La expedición
En 1935, Jinzō Nomoto, de Kagoshima, fue enviado a Manchukuo y destinado a una unidad de inteligencia en el ejército japonés de Kwantung como estudiante de investigación en el idioma mongol especializado en temas de Asia Central.
En mayo de 1939, durante la segunda guerra sino-japonesa, Nomoto entró en secreto en el Tíbet disfrazándose de mongol y acompañando a un monje tibetano. Comenzó una misión de recopilación de inteligencia de 18 meses durante los que reunió información sobre las condiciones sociales, la cultura, la religión y las políticas locales de los nativos mediante entrevistas personales con los residentes locales. Presentó la inteligencia principalmente a la Oficina de Inteligencia del Ejército y abandonó el área en octubre de 1940.
El general musulmán chino (Dungan) Ma Bufang fue un obstáculo para los agentes japoneses que intentaban ponerse en contacto con los tibetanos y un agente japonés lo calificó como "adversario".

## Consecuencias
Otros agentes continuaron con movimientos secretos en el área reuniéndose con miembros de tribus afganas locales para organizar infiltraciones, sabotajes y disturbios en la India británica en la frontera noroeste en caso de una invasión japonesa de la India. Otro supuesto interés en el área del Tíbet fue la recuperación de toda la información relacionada con los poderes antiguos relacionados en las leyendas tibetanas.
Jinzō Nomoto publicó sus memorias en 2001 sobre sus experiencias de su misión tibetana durante la guerra como Tibet Underground 1939 (チ ベ ッ ト 潜 行 1939).